# Toten

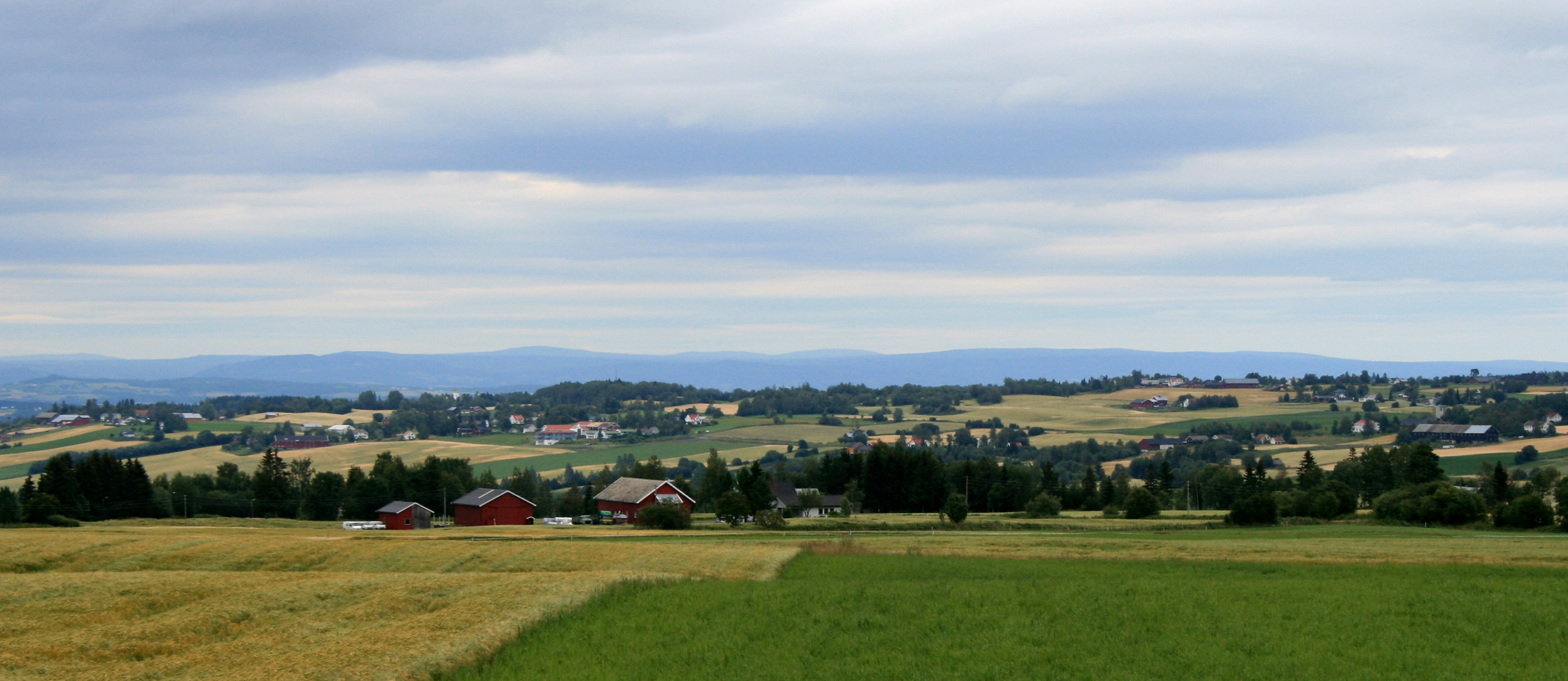
Toten har rik jordbruksbygd.

Toten är ett landskap i Innlandet fylke i Norge, som består av Østre och Vestre Totens kommuner, med vardera 14 465 respektive 12 723 invånare. Kommunerna har arealer på 561 och 249 km², tillsammans 810 km². Centralort i Vestre Totens kommun är Raufoss och i Østre Totens kommun Lena. Toten har traditionellt varit ett av Norges största jordbruksområden, och industriområdet i Raufoss är ett av inlandets största industricentra.
Namnet Totens ursprung har satts i samband med det norröna Þótn som betyder "något man tycker om". Toten var del av ett litet kungarike under den tidiga Vikingatiden tillsammans med nuvarande Hedmark, Hadeland och delar av Vestfold. Halvdan Kvitbein är den mest kända kungen i detta rike.
Dialekten på Toten tillhör opplandsmål (dialekterna på Toten, Hadeland, i Land, Solør, Odalen och Hedmarken), och avviker från de officiella skriftspråken på många punkter. Bland annat har Toten-dialekten bevarat dativ som egen kasus in i nyare tid, och det förekommer kongruensböjning i adjektiv och perfekt particip, vilket finns i nynorska, men inte i bokmål, där detta övergavs 1907. Ett exempel: "Totninger er namnet på innbyggera i dei to Totenkommuna Vestre Toten og Østre Toten. Generelt for totninger er at dom talar totning. Ellers er det sagt at det tæk tid å vara totning."